# Charles E. Potter
Charles E. Potter (Lapeer, 1916. október 30. – Washington, 1979. november 23.) az Amerikai Egyesült Államok szenátora (Michigan, 1952–1959).